# Університет Париж XIII
Університет Париж XIII, або Університет Париж-Північ — французький державний університет, один з 13 Паризьких університетів, заснованих після травневих подій 1968 року.

## Історія
У 1960 році Паризький університет вирішує відкрити третій факультет точних наук. Таким чином в 1969 році утворюється Університетський центр Сен-Дені-Вільтанез. У 1970 році внаслідок поділу університету Парижа утворюється нинішній університет Париж XIII на основі університетського центру Сен-Дені. В 1980 році Університет Париж VIII переїжджає поблизу Університету Париж XIII.

## Структура
Університет складається з 5 факультетів та Інституту Галілея.

### Факультети
- Факультет літератури, гуманітарних наук і цивілізацій
- Факультет права, політології та соціальних наук
- Факультет комунікацій
- Факультет економіки та менеджменту
- Факультет медицини, здоров'я та біології людини